# Saint-Loup-en-Champagne
 Saint-Loup-en-Champagne  là một xã ở tỉnh Ardennes, thuộc vùng Grand Est ở phía bắc nước Pháp.